# Michał Krasenkow
Michał Krasenkow (en rus: Михаил Красенков; Moscou, 14 de novembre de 1963), és un jugador, escriptor, i entrenador d'escacs polonès, d'origen rus, que té el títol de Gran Mestre des de 1989. Juga amb un estil agressiu i espectacular, que l'ha dut a guanyar diversos cops premis a la "millor partida".
El 2000 en Krasenkow va passar la barrera dels 2700 punts Elo, assolint els 2702 punts a les llistes d'Elo de la FIDE de juliol i octubre, moment en què era el desè jugador del rànquing mundial.
A la llista d'Elo de la FIDE del gener de 2022, hi tenia un Elo de 2576 punts, cosa que en feia el jugador número 10 (en actiu) de Polònia. El seu màxim Elo va ser de 2702 punts, a la llista de juliol de 2000 (posició 13 al rànquing mundial).

## Biografia i resultats destacats en competició
Es va graduar en matemàtiques aplicades, el 1985. Els seus primers resultats notables començaren els 1980: fou Mestre de l'URSS el 1982, Mestre Internacional el 1988, i GM el 1989. El 1987 es proclamà Campió de l'RSS de Geòrgia, i el 1990, fou Campió de l'URSS per equips, formant part del "Club d'Escacs Tigran Petrossian" de Moscou.
El 1992 en Krasenkow va emigrar a Polònia, i des de 1996 representa aquest país en competicions internacionals. Ha estat dos cops Campió de Polònia (2000 i 2002). Ha guanyat nombroses vegades el Campionat de Polònia per equips, i també el d'Alemanya i el de França.
El 1996 guanyà el fort 39è Torneig de Reggio Emilia, superant Viorel Bologan. El 1998 fou segon al Torneig Magistral de Pamplona, rere Aleksandr Morozévitx. El 2001 empatà al 1r-3r lloc amb Stanislav Voitsekhovski i Ievgueni Gléizerov a Barlinek.
A finals d'any 2005, va participar en la Copa del món de 2005 a Khanti-Mansisk, un torneig classificatori per al cicle del Campionat del món de 2007, on va tenir una mala actuació i fou eliminat en primera ronda per Farrukh Ammonatov.
El 2006 guanyà el torneig de Vlissingen, resultat que repetiria més tard el 2009, el 2013 i el 2014.

### Escacs ràpids
Krasenkow ha assolit èxits notables en escacs ràpids: Empat al 1r-2n lloc a la Copa de l'URSS, (Tallinn 1988); empat al 1r-2n lloc al Campionat d'Europa (Gijon 1988); llocs 4t-7è al torneig de la GMA (Múrcia, 1990, amb més de 100 GMs participant-hi); 5è-6è a la Copa de l'URSS (Lviv, 1990); 1r a la Copa de la CEI (Moscou, 1991); 1r a la Copa de Rússia (Moscou, 1997); 1r-2n al World Chess Open de León 2010 (empatat amb Mikhaïl Gurévitx). També ha estat Campió de Polònia de ràpides en dues ocasions, els anys 1999 i 2001.

### Participació en competicions per equips nacionals
Krasenkow ha participat, representant Polònia, en cinc Olimpíades d'escacs entre els anys 1996 i 2004, amb un resultat de (+19 =21 –14), per un 54,6% de la puntuació. El seu millor resultat el va fer a l'Olimpíada del 1996 en puntuar 8½ de 12 (+6 =5 -1), amb el 70,8% de la puntuació i una performance de 2678.
Krasenkow ha participat, representant Polònia, també als Campionat d'Europa per equips, on contribuí a la medalla de bronze a Pula 1997 (al primer tauler), i a la d'argent a Batumi 1999, també al primer tauler.

## Contribucions a la teoria dels escacs
Krasenkow ha fet importants contribucions a diverses àrees de la teoria d'obertures, especialment a la variant clàssica de la defensa índia de rei. Ha utilitzat de manera constant la línia relativament marginal 6.h3 en aquesta obertura fins al punt que l'ha establerta com una manera viable de combatre l'índia de rei. D'altres membres de l'elit fan servir actualment el sistema de tant en tant. Tot i que és conegut habitualment com a sistema Makogónov, alguns autors actuals s'hi refereixen com a Sistema Krasenkow; ell mateix, en canvi, l'anomena Sistema Baguírov. Una altra contribució important de Krasenkow és l'anomenat Atac Groningen dins l'obertura anglesa (descobert simultàniament amb en Vadim Zviàguintsev): 1.Cf3 Cf6 2.c4 e6 3.Cc3 Ab4 4.g4!?
Krasenkow ha escrit diversos llibres sobre teoria d'obertures:
The Open Spanish. Londres, Cadogan Books, 1995
The Sveshnikov Sicilian. Londres, Cadogan Books, 1996
Ha entrenat diversos equips nacionals, joves prodigis dels escacs, i jugadors rellevants com els Grans Mestres de Bangladesh Ziaur Rahman, Reefat Bin-Sattar i Abdullah al-Rakib.